# Моревка (Новосибирская область)
Моревка (Морьевка) — деревня в Купинском районе Новосибирской области России. Входит в состав Ленинского сельсовета.

## География
Площадь деревни — 54 гектара.

## Население
| 2002 | 2007 | 2010 |
| ---- | ---- | ---- |
| 151  | ↘140 | ↘125 |

## Инфраструктура
В деревне по данным на 2007 год функционируют 1 учреждение здравоохранения и 1 учреждение образования.